# Allie Grant

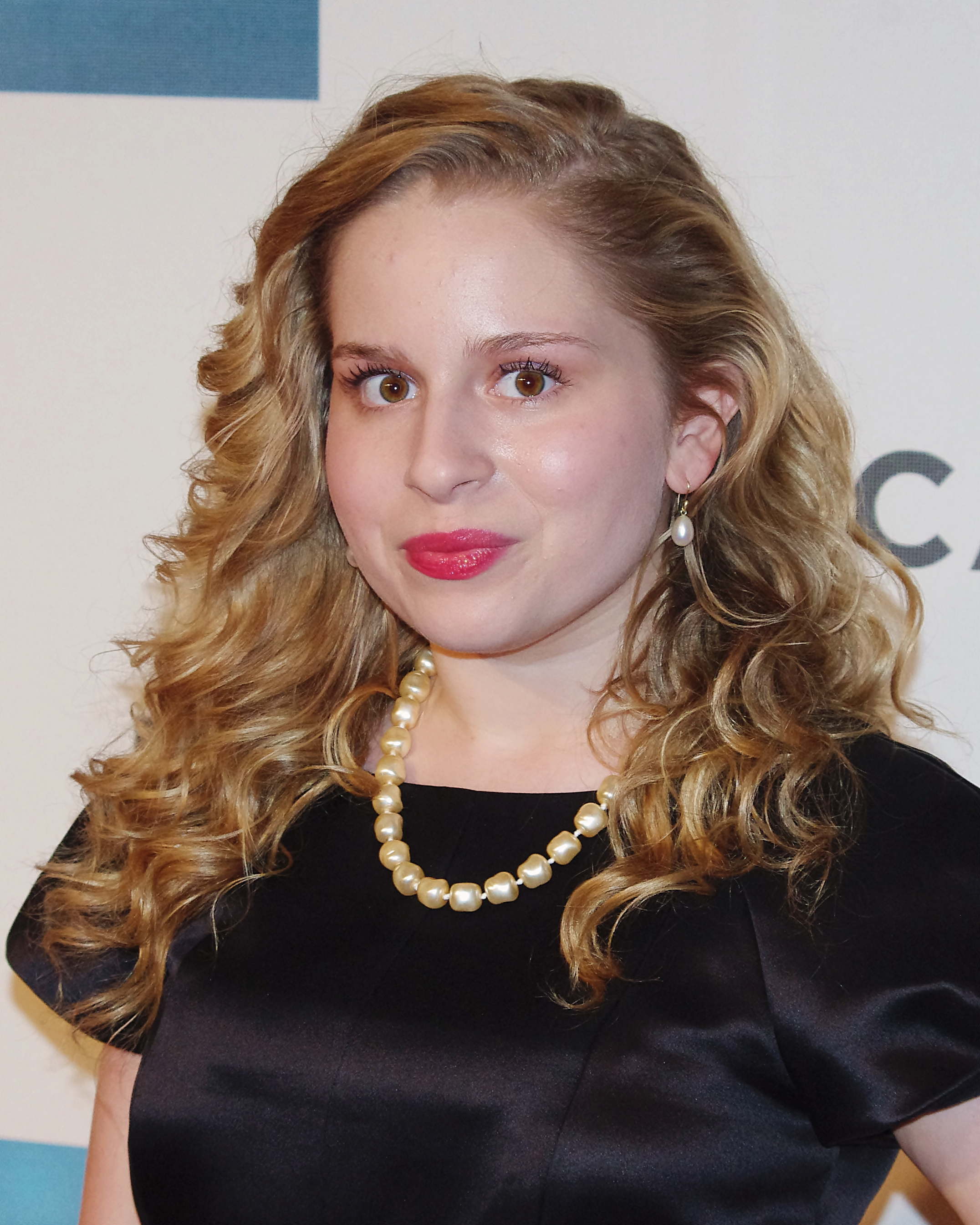
Allie Grant beim Tribeca Film Festival 2012

Allie Grant (* 14. Februar 1994 in Tupelo, Mississippi) ist eine US-amerikanische Schauspielerin.

## Leben und Karriere
Allie Grant wurde als Tochter von Bob und Angie Grant geboren. 2011 schloss Grant die Highschool ab.
Von 2005 bis 2009 spielte Grant in der Fernsehserie Weeds – Kleine Deals unter Nachbarn. Hier hatte sie die Rolle der Isabelle Hodes, der Tochter von Celia Hodes (Elizabeth Perkins) und Dean Hodes (Andy Milder), inne. 2007 wurde sie für den Young Artist Award in der Kategorie Beste Nebendarstellerin in einer Fernsehserie (Comedy oder Drama) nominiert, den jedoch Hayden Panettiere für ihre Rolle in Heroes gewann.
In den Jahren 2011 bis 2014 verkörperte sie die Lisa Shay in der Comedyserie Suburgatory, eine Freundin und Mitschülerin der Hauptfigur Tessa Altman (Jane Levy). Grant hatte zuvor verschiedene Gastrollen in Fernsehserien. So war sie 2005 in einer Episode von Raven blickt durch zu sehen und spielte von 2006 bis 2007 in vier Episoden von Hotel Zack & Cody mit. 2010 trat sie in einer Episode von Private Practice auf.
Seit 2009 übernimmt Grant auch kleinere Rollen in Filmen, wie in der Komödie Fanboys und 2010 im biographischen Film The Runaways.

## Filmografie (Auswahl)
- 2005: Raven blickt durch (That’s So Raven, Fernsehserie, Episode 3x31)
- 2005–2009: Weeds – Kleine Deals unter Nachbarn (Weeds, Fernsehserie, 57 Episoden)
- 2006–2007: Hotel Zack & Cody (The Suite Life of Zack & Cody, Fernsehserie, 4 Episoden)
- 2009: Fanboys
- 2010: The Runaways
- 2010: Private Practice (Fernsehserie, Episode 4x09)
- 2011–2014: Suburgatory (Fernsehserie, 57 Episoden)
- 2012: Vom Blitz getroffen (Struck by Lightning)
- 2015: Grey’s Anatomy (Fernsehserie, Episode 11x21)
- 2015–2018: Die Goldbergs (The Goldbergs, Fernsehserie)